# Pareutetrapha nigrimaculata
Pareutetrapha nigrimaculata är en skalbaggsart som beskrevs av Stefan von Breuning 1952. Pareutetrapha nigrimaculata ingår i släktet Pareutetrapha och familjen långhorningar. Inga underarter finns listade i Catalogue of Life.